# Johan Branger
Johan Okeiths Branger Engone, noto semplicemente come Johan Branger (Sens, 5 luglio 1993), è un calciatore francese naturalizzato gabonese, centrocampista del Thonon Évian.

## Carriera

### Nazionale
Nel 2012 ha giocato una partita con la nazionale gabonese.